# Uniforme do Sport Club Corinthians Paulista
O Uniforme do Sport Corinthians Club Paulista compreende as vestimentas adotadas pelos futebolistas do time de futebol paulista Sport Club Corinthians Paulista desde a sua fundação, em 1910.

## História

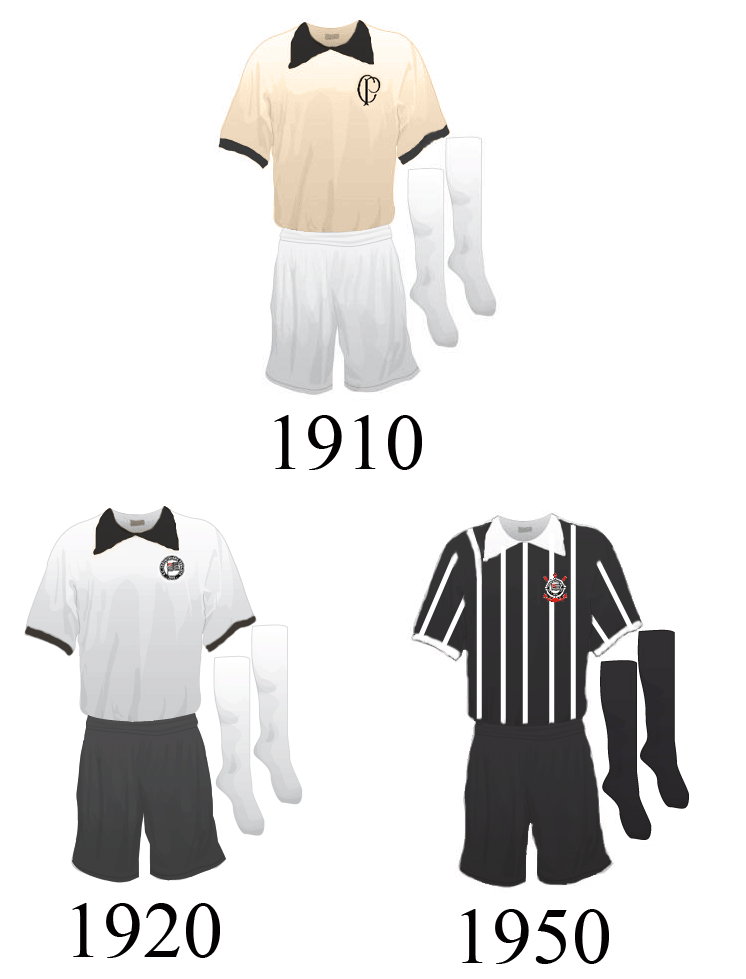
A evolução do uniforme corinthiano, em 1910, camisa bege, shorts e meioas brancas. Em 1920, camisa branca, short preto e meias brancas, em 1954, o segundo uniforme na cor preta com finas listras brancas e calções pretos, que é o usado até os dias de hoje.

Oficialmente, a primeira camisa do Corinthians tinha a cor bege, em homenagem ao Corinthian. A camisa de 1910 tinha detalhes em preto nas mangas, barra e gola. Os calções eram brancos e feitos com sacos de farinha. E após algumas lavagens, percebeu-se que o tecido bege perdia parte da cor, então se optou por adotar definitivamente o branco na camisa. Mas para o jornalista Celso Unzelte, pesquisador da história corintiana, seria muito improvável que o clube, na época pobre e pequeno, tivesse recursos financeiros para comprar uniformes que não fossem brancos. "No início, eram feitos com tecido reaproveitado de sacos de farinha." Além disso, na fotografia mais antiga do time, do Campeonato Paulista de 1913, os jogadores vestiam camisas e calções brancos.

Jogadores do Corinthians em julho de 1933.

De qualquer forma, sabe-se que a partir de 1920 o Corinthians passou a jogar com camisa branca e calção preto, quando a diretoria conseguiu dinheiro para comprá-los. Desde então, tornaram-se o uniforme oficial. A partir disso, surgiram as primeiras mudanças na camisa, como uma versão preta com listras brancas. O clube chegou a usar também uma toda preta e outra com uma faixa branca com o nome do clube, especialmente usada em clássicos contra São Paulo e Santos.
No dia 22 de dezembro de 1946, pela primeira vez o atletlas do clube entraram em campo com camisas numeradas. Isso aconteceu no amistoso contra o River Plate de Di Stéfano, no Estádio do Pacaembu. O atacante Baltazar foi o primeiro atleta a vestir a camisa 10 corintiana. Servílio ficou com a 9, enquanto Cláudio usou a 7. A partir do Campeonato Paulista de 1948, a Federação Paulista de Futebol obrigou todos os clubes participantes a usar números nas costas dos uniformes.
Em 1949, o clube usou uma camisa grená em um amistoso contra a Portuguesa de Desportos, como uma forma de prestar homenagem ao elenco do Torino (Itália), que foi vitimado em um acidente de avião contra a Basílica de Superga, em Turim. Vinte anos depois, a equipe teve de atuar Teve que vestir uma camisa improvisada, listrada de amarelo e preto, com gola vermelha e sem numeração, para poder enfrentar o Universitário, em Lima, já que o clube peruano também se vestia de branco.
Antes, em 1965, o Timão vestiria a camisa azul da antiga CBD para representar a Seleção Brasileira em um amistoso contra o Arsenal (Inglaterra), em Londres.
A partir de 1995, o clube passou a investir em modelos alternativos como uniforme número três. Naquele ano, o estilista francês Ted Lapidus desenvolveu um uniforme para jogos internacionais: uma camisa era preta com muitos detalhes em branco. Quatro anos mais tarde, outro terceiro uniforme, agora na cor preta com detalhes em cinza e amarelo. Foi utilizado somente na derrota para o Independiente (Argentina), no Pacaembu, pela Copa Mercosul. No ano seguinte, o Corinthians jogou e venceu o Mundial de Clubes da FIFA com uma camisa diferente, que tinha laterais em preto. Apesar do sucesso no campo, acabou aposentada logo após o torneio.
Em 2006, as listras brancas da segunda camisa foram trocadas por douradas para a Copa Libertadores. Dois anos depois, o departamento de marketing do clube decidiu criar um novo modelo, na cor roxa, em  alusão ao fanatismo do torcedor corintiano. A camisa não foi muito utilizada em partidas oficiais, por causa de pressões das torcidas uniformizadas do clube, mas agradou aos demais torcedores e se tornou um sucesso de vendas. Desde então, o roxo apareceu em mais duas edições.
No final de Agosto de 2010, o Corinthians lança no Parque São Jorge a camisa em comemoração ao centenário do clube, que será usada como uniforme titular nas partidas em casa até o final do Campeonato Brasileiro. A camisa remete ao primeiro uniforme utilizado pelo Corinthians em 1910, com a cor bege e no escudo as lestras "CP", fazendo referencia ao primeiro escudo utilizado pelo clube.

## Uniformes atuais

### Uniformes dos jogadores
- Camisa branca, calção preto e meias brancas;
- Camisa preta, calção branco e meias pretas;
- Camisa bege, calção preto e meias beges.

| Primeiro | Segundo | Terceiro |

## Uniformes anteriores

### 2021-22
- Jogadores

| Primeiro | Segundo | 3º Uniforme |

- Treinos

| Primeiro | C. Técnica |

### 2020-21
| Primeiro | Segundo | 3º Uniforme | 4º |

### 2019-20
| Primeiro | Segundo | 3º Uniforme |

### 2018-19
| Primeiro | Segundo | 3º Uniforme | 1º Uniforme Alt. |

### 2017-18
| Cores do Time · Cores do Time · Cores do Time · Cores do Time · Cores do Time | Cores do Time · Cores do Time · Cores do Time · Cores do Time · Cores do Time | Cores do Time · Cores do Time · Cores do Time · Cores do Time · Cores do Time |

### 2016-17
| Cores do Time · Cores do Time · Cores do Time · Cores do Time · Cores do Time | Cores do Time · Cores do Time · Cores do Time · Cores do Time · Cores do Time | Cores do Time · Cores do Time · Cores do Time · Cores do Time · Cores do Time |

| Cores do Time · Cores do Time · Cores do Time · Cores do Time · Cores do Time | Cores do Time · Cores do Time · Cores do Time · Cores do Time · Cores do Time |

### 2015-16
| Cores do Time · Cores do Time · Cores do Time · Cores do Time · Cores do Time | Cores do Time · Cores do Time · Cores do Time · Cores do Time · Cores do Time | Cores do Time · Cores do Time · Cores do Time · Cores do Time · Cores do Time |

## Material esportivo e patrocinadores
| Período         | Fornecedor |
| --------------- | ---------- |
| 1982-1989       | Topper     |
| 1990-1994       | Finta      |
| 1995-1998       | Penalty    |
| 1999-2002       | Topper     |
| 2003-atualmente | Nike       |

| Período   | Patrocinador Principal           |
| --------- | -------------------------------- |
| 1983      | Cofap                            |
| 1984      | Bic                              |
| 1984      | Duchas Corona                    |
| 1985-1994 | Kalunga                          |
| 1995-1996 | Suvinil                          |
| 1997-1998 | Excel                            |
| 1998      | Embratel                         |
| 1999-2000 | Batavo                           |
| 2000-2004 | Pepsi                            |
| 2005-2007 | Samsung                          |
| 2008      | Medial Saúde                     |
| 2009      | Visa                             |
| 2009      | Batavo                           |
| 2010-2012 | Hypermarcas (Neo Química/Jontex) |
| 2012      | Iveco                            |
| 2012-2017 | Caixa                            |
| 2018      | Positivo Tecnologia              |
| 2019      | Banco BMG                        |
| 2019      | Grupo Hapvida                    |
| 2020      | Ale                              |
| 2021      | Neo Química                      |
| 2021      | Brahma                           |
| 2022      | Neo Química Arena                |
| 2023      | Vai de Bet                       |
| 2024      | Esportes Da Sorte                |